# Királyegyháza-Rigópuszta megállóhely
Királyegyháza-Rigópuszta megállóhely egy vasúti megállóhely a Baranya vármegyei Királyegyháza község területén, a MÁV üzemeltetésében. A belterület délkeleti csücskén, a korábbi Felszabadulás utca, jelenkori nevén Rigó utca végén található.
A Szentlőrinc–Sellye-vasútvonal 61-es szelvénykövénél elhelyezkedő megállóhely jelenkori elnevezése nem egyidős a vonallal: az 1903-as menetrendben még a Szt.-Iván-Gusztávműve mh., az 1920-as években a Magyarszentiván-Gusztávműve mh., az 1940-es években pedig a Királyegyháza-Gusztávműve mh. nevet viselte. Az eredeti kinézetét őrző, de elég megviselt állapotban lévő felvételi épületet lakásként hasznosították, környezete is lepusztult.

## Vasútvonalak
A megállóhelyet az alábbi vasútvonalak érintik:
- Szentlőrinc–Sellye-vasútvonal

## Kapcsolódó állomások
A megállóhelyhez az alábbi állomások vannak a legközelebb:
- Gyöngyfa-Magyarmecske megállóhely (Szentlőrinc–Sellye-vasútvonal)
- Szentlőrinc vasútállomás (Szentlőrinc–Sellye-vasútvonal)

## További információk

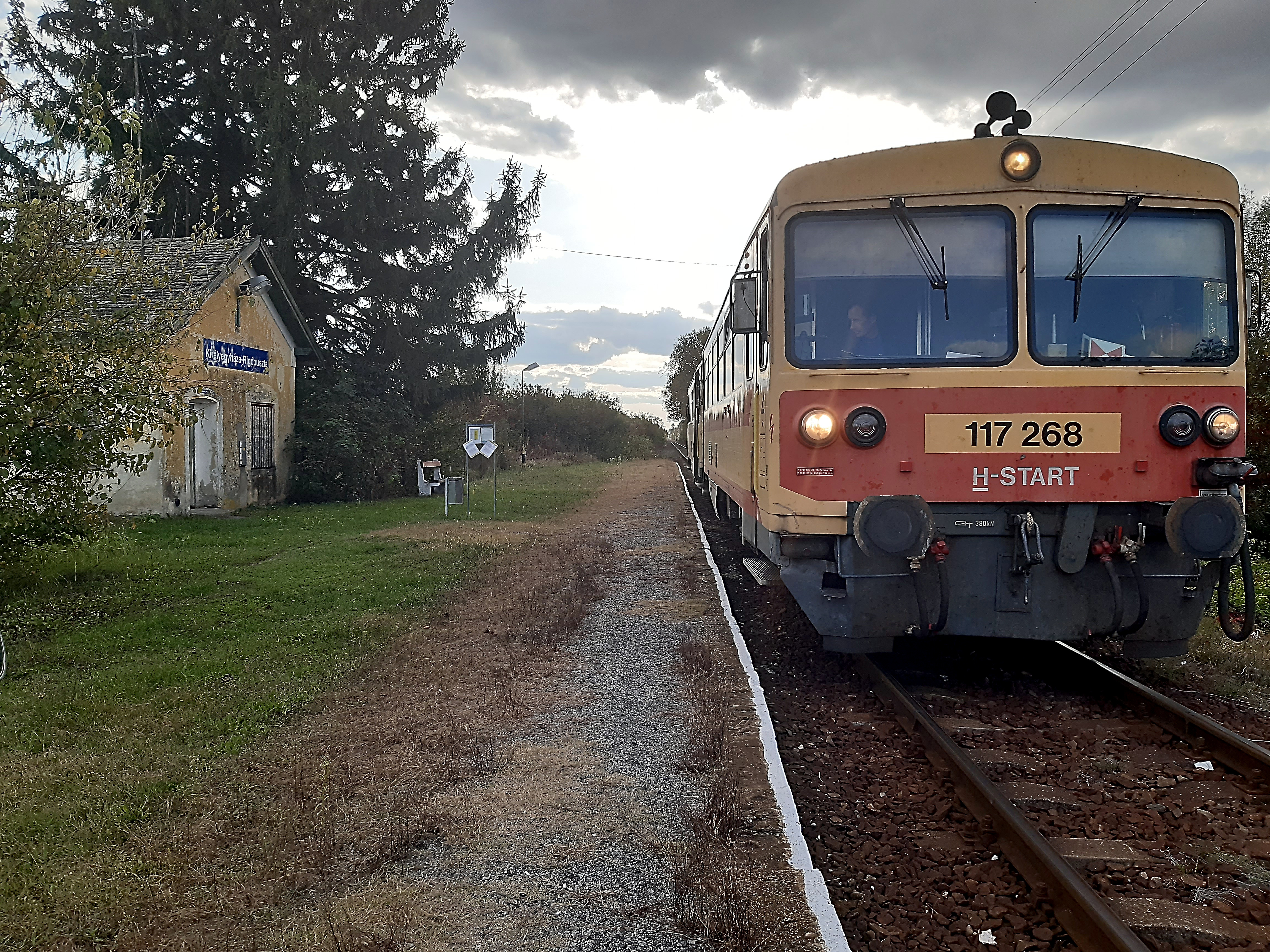
A 117 268 pályaszámú motorvonat kifut Királyegyháza-Rigópuszta állomásról

## Forgalom
| Járat        | Útvonal | Gyakoriság |
| ------------ | --- | ---------- |
| személyvonat | Sellye – Kákics – Okorág-Kárászpuszta – Sumony – Gyöngyfa-Magyarmecske – Királyegyháza-Rigópuszta – Szentlőrinc | 2 óránként |